# Roberto Paura
Roberto Paura (Napoli, 11 novembre 1986) è un giornalista, scrittore e divulgatore scientifico italiano esperto di futurologia.

## Carriera
Nato e cresciuto a Napoli (dal lato materno è nipote del giornalista Renato Caserta e pronipote del sacerdote e storico Aldo Caserta), nel 2010 si laurea in Relazioni e Politiche Internazionali all'Università di Napoli "L'Orientale". L'anno precedente svolge uno stage all'Istituto Italiano di Cultura di Pretoria, svolgendo inoltre ricerche per la sua tesi sul programma nucleare dell'apartheid. Nel 2011 consegue un master in politiche spaziali alla SIOI di Roma. Poco dopo, entra alla Città della scienza di Napoli, dove si occupa di comunicazione istituzionale e divulgazione scientifica, collaborando inoltre alla progettazione e organizzazione delle edizioni 2012, 2013 e 2014 della manifestazione Futuro Remoto. Nel 2015 vince una borsa di ricerca dell'Istituto Nazionale di Fisica Nucleare sulla comunicazione della scienza per frequentare il dottorato in Fisica all'Università degli Studi di Perugia, che consegue nel 2019. L'anno precedente svolge un breve periodo di visiting all'Università Jagellonica di Cracovia, su invito di Riccardo Campa.
Nel 2013 fonda l'Italian Institute for the Future, con l'obiettivo di diffondere in Italia i futures studies e la futurologia sociale, sul modello del Club di Roma e dell'Institute for the Future americano. Nel 2014 fonda la rivista Futuri. Nel 2015 nasce, in seno all'Italian Institute for the Future, il Center for Near Space, in collaborazione con il Dipartimento di Ingegneria Industriale dell'Università di Napoli Federico II, per promuovere progetti sul futuro umano nello spazio. È organizzatore di diversi eventi del settore, tra cui il Congresso Nazionale di Futurologia, le Conversazioni di Futurologia e gli Incontri dei Futuristi Italiani. Come futurista svolge attività di consulenza per enti e aziende e relatore in eventi e convegni nazionali. È ospite di programmi televisivi e radiofonici. Nel 2018 è tra i fondatori, a Trento, dell'Associazione dei Futuristi Italiani.
È docente di Global Politics all'Università della Campania "L. Vanvitelli" e tiene insegnamenti di previsione sociale in master universitari all'Università di Udine e di Trento.

## Giornalismo
Dal 2011 al 2013 fa parte della redazione Scienze di Fanpage.it. Successivamente collabora con il settimanale economico Il Denaro. Come giornalista ed editorialista, si occupa di temi legati alla scienza e alla cultura e collabora con diverse testate, tra cui Il Tascabile, L'Indiscreto, Delos Science Fiction, Query. Dal 2005 scrive per la rivista Quaderni d'Altri Tempi, di cui dal 2019 è vicedirettore. Dal 2014 è direttore della rivista semestrale Futuri, di cui dal 2017 si affianca un'edizione online. Nel 2020 entra a far parte del comitato di direzione di FUTURA Network, progetto editoriale diretto da Enrico Giovannini e Luca De Biase.
Impegnato come debunker, dal 2011 al 2013 coordina l'Osservatorio Apocalittico sui temi della fine del mondo. Entra poi a far parte del CICAP, di cui nel 2019 è nominato coordinatore del Gruppo Campania.

## Opere
È autore di diversi saggi su futuro, fantascienza, fisica e storia dell'età rivoluzionaria e napoleonica, tema di cui è appassionato. Recensioni ai suoi volumi sono uscite su diverse testate, tra cui La Lettura del Corriere della Sera,Il Giornale, La Repubblica, Il Foglio, Il Venerdì di Repubblica.
- Futuro in progress. Guida al mondo che sta cambiando sotto i nostri occhi, Italian Institute for the Future, Napoli, 2014.
- La strada per Waterloo. Declino e caduta dell'Impero napoleonico, Odoya, Bologna, 2014, ISBN 978-8862882415
- Storia del Terrore. Robespierre e la fine della Rivoluzione francese, Odoya, Bologna, 2015, ISBN 978-8862882811
- Guida alla Rivoluzione francese, Odoya, Bologna, 2016, ISBN 978-8862883276
- Universi paralleli. Perché il nostro universo potrebbe non essere l'unico, CentoAutori, Villaricca (NA), 2017, ISBN 978-8868721190
- La singolarità nuda. Fedi tecnologiche, miti scientifici, futuri postmoderni, Italian Institute for the Future, Napoli, 2017, ISBN 978-8899790103
- Antropocene. L'umanità come forza geologica (a cura di, con Francesco Verso), Future Fiction, Roma, 2018, ISBN 8899790124
- Il cielo sopra il porto. Introduzione alla speculative fiction, Italian Institute for the Future, Napoli, 2019, ISBN 978-8899790165
- La fisica del tempo perduto, CentoAutori, Villaricca (NA), 2020, ISBN 978-8868722463
- Società segrete, poteri occulti e complotti. Una storia lunga mille anni, Diarkos, Reggio Emilia, 2021, ISBN 978-8836160884
- Occupare il futuro. Prevedere, anticipare e trasformare il mondo di domani, Codice Edizioni, Torino, 2022, ISBN 979-1254500019
- Simone Weil. Dieci idee per domani (con Stefano Oliva), Futura, Roma, 2025, ISBN 978-8823025448
- Storia del Gran Cofto. Cagliostro e la massoneria occultista nel secolo dei Lumi, CICAP, Padova, 2025, ISBN 978-8895276564